# Txakra

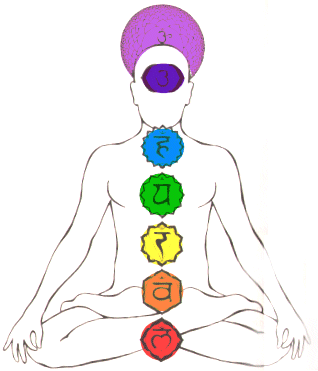
Columna dels txakres

Un txakra (o cakra, del sànscrit चक्रं cakraṃ, en pali chakka, en tibetà khorlo, en malai cakera, "roda", "cercle", "vòrtex") és, segons l'hinduisme i els seus sistemes espirituals del ioga, un "nus d'energia" situat al cos humà que constitueix un centre de contacte i interacció entre el cos físic i el cos subtil. S'associen a uns plexes nerviosos i a glàndules endocrines.
Històricament, es deia que hi havia set txakres principals i incomptables de menors. Recentment, s'ha descobert que hi ha 11 txakres majors.Els canals o camins per on flueix l'energia vital, kundaliní o prana, cap als txakres o dels mateixos s'anomenen nadis.
La menció més antiga dels txakres es troba als Upanixads tardans (que inclouen, específicament, l'Upanishad Brama i l'Upanishad Yogatattva). Aquests models vèdics van ser adaptats pel budisme tibetà com la teoria vajrayana i la teoria dels txakres en el xactisme tàntric.

## Diferents txakres
Els set txakres principals es descriuen en una columna ascendent des de la base de la columna a la crisma (el cap). Cada txakra està associat amb un color, múltiples funcions específiques, un aspecte de la consciència, un element clàssic i altres correspondències.
Tradicionalment els txakres es simbolitzem per la flor de lotus, un símbol espiritual dins la tradició hindú. És considerada una flor immaculada que brota del fang simbolitzant que l'esperit pur que sorgeix de la matèria impura del cos. La tija és l'eix del món per on circula la kundaliní. Energia que s'acumula a la base de la columna vertebral (txakra muladara) i a mesura que es progressa en l'espiritualitat va ascendit pels diferents txakres fins a arribar al txakra sahasrara, produint la realització (samadi). Pels practicants de ioga els txakres representen un ordre evolutiu, el seu camí espiritual cap a la dissolució de la dualitat.
Per tal d'activar-los existixen principalment dos mètodes. Portant el prana o respiració cap a l'òrgan associat o a la localització. O bé, concentrant la ment al lloc on s'ubica. Els txakres són portadors de certa carga energètica però també una base per realitzar visualitzacions que guien les meditacions pel cos.
La simbologia és una ajuda, una guia per tal de treballar-los. Però és més important la pròpia experiència ja que a vegades pot diferir de la teoria. De fet la simbologia pot variar lleugerament segons el corrent o disciplina des dels quals es treballin.
| Txakra              | Txakra | Representació | Element                | Situació      | Divinitat associada | Qualitat                 | Funció                  | Color |
| Sahasrara सहस्रार     |        | Sahasrara     | Vibració (स्पन्द Spanda) | Coroneta      | Xiva                | Consciència              | Connexió amb Déu        |       |
| Ajna आज्ञा            |        | Ajna          | Esperit (मनस् Manas)    | Quiasma òptic | Ardhanari           | Perdó                    | Intuïció                |       |
| Vixuddha विशुद्ध       |        | Vixuddha      | Èter (आकाश Ākāśa)       | Gola          | Krixna              | Comunicació              | Dicció, auto-expressió  |       |
| Anahata अनाहत        |        | Anahata       | Aire (वायु Vāyu)         | Cor           | Durga               | Coratge, seguretat       | Compassió, curació      |       |
| Manipura मणिपूर       |        | Manipura      | Foc (तेजस् Tejas)        | Estómac       | Vixnu               | Satisfacció, Pau         | Intel·lecte             |       |
| Svadhisthana स्वाधिष्ठान |        | Swadhisthana  | Aigua (आपह् Āpah)       | Melic         | Brahma              | Coneixença i creativitat | Emoció                  |       |
| Muladhara मूलाधार      |        | Muladhara     | Terra (पड़्थिवी Pṛthivī)   | Pelvis        | Ganeix              | Innocència i saviesa     | Instint, Energia sexual |       |